# Záhonyi Attila
Záhonyi Attila (Budapest, 1959. december 1. –) olimpiai bronzérmes, Európa-bajnok magyar sportlövő.

## Pályafutása
Az 1988-as szöuli olimpián kisöbű puskával szerzett bronzérmet. 1987-ben Európa-bajnoki címet szerzett, 1991-ben csapatban lett harmadik. 1988-ban az év sportlövője lett.